# Codorniz (Espanha)
Codorniz é um município da Espanha na província de Segóvia, comunidade autónoma de Castela e Leão, de área 64,60 km² com população de 425 habitantes (2007) e densidade populacional de 7,03 hab/km².

## Demografia
| Variação demográfica do município entre 1991 e 2004 | Variação demográfica do município entre 1991 e 2004 | Variação demográfica do município entre 1991 e 2004 | Variação demográfica do município entre 1991 e 2004 |
| --------------------------------------------------- | --------------------------------------------------- | --------------------------------------------------- | --------------------------------------------------- |
| 1991                                                | 1996                                                | 2001                                                | 2004                                                |
| 517                                                 | 507                                                 | 463                                                 | 453                                                 |